# Gunnar Alksnis
Gunnar Alksnis (lettisch: Gunārs Alksnis, * 1. Juli 1931 in Riga; † 15. Mai 2011 in Woodland, Kalifornien) war ein lettisch-amerikanischer Historiker und Theologe, der bis zu seiner Emeritierung 2000 als Professor an der Washburn University Geschichtswissenschaft lehrte und in den Vereinigten Staaten als Experte für Ludwig Klages und August Zillmer galt.

## Leben
Gunārs Alksnis wanderte mit seinen Eltern Jānis  Edvards (John Edward) und Elza Alksnis 1949 in die Vereinigten Staaten von Amerika ein, deren Staatsbürgerschaft er annahm. 1955 erwarb er den akademischen Titel des Bachelor of Theology. Ein Jahr später wurde er in Russell County (Kansas) zum Geistlichen der Evangelisch-Lutherischen Kirche in Amerika ordiniert. Gunnar Alksnis heiratete 1957 Pauline Elizabeth Krug (1933–2014), mit der er den Sohn John Albert und die Tochter Maria hatte.
1965 erwarb Gunnar Alksnis den Grad des Masters of Sacred Theology. 1970 promovierte er an der Kansas State University zum Doktor der Philosophie. Seine Dissertation untersuchte die Rationalismuskritik bei Ludwig Klages, die von einem fundamentalen Gegensatz zwischen Seele und Geist ausgeht. Alksnis wurde als Professor für Geschichtswissenschaft an die Washburn University in Topeka berufen, wo er über 30 Jahre lehrte. Nach seiner Emeritierung zog er mit seiner Frau nach Woodland in Kalifornien, wo er bis zu seinem Tod ein aktives Leben als Vortragsredner und Autor führte. Auch engagierte er sich in Woodland für die lutherische Kirche.

## Wirken
Gunnar Alksnis beschäftigte sich mit einem breiten Spektrum historischer Themen. Er setzte sich mit Martin Luther und der Reformation ebenso auseinander wie mit der Geschichte der Versicherungsmathematik. Auf  diesem Gebiet befasste er sich besonders mit dem von August Zillmer 1863 entwickelten Zillmer-Verfahren zur Berechnung des wirtschaftlichen Wertes der Verpflichtung, die ein Versicherer aus einem Lebensversicherungsvertrag hat. Alksins übersetzte auch Texte Zillmers in die englische Sprache.
Die Beschäftigung mit der Philosophie des Ludwig Klages begleitete Alksnis über Jahrzehnte. 2015 erschien posthum seine Studie Chthonic Gnosis. Ludwig Klages and his Quest for the Pandaemonic All. Alksnis war der Auffassung, dass Geschichte über das Medium der Biografie am besten zu vermitteln wäre. Dabei ging er davon aus, dass sich eine Epoche dann am klarsten verstehen ließe, wenn man die Lebensläufe ihrer herausragenden Protagonisten und führenden Geister in Philosophie, Politik und Gesellschaft analysiert.

## Ehrungen
An der Washburn University wurde zu seinem Andenken das Stipendium “Prof. Gunnar Alksnis History Scholarship” eingerichtet. Es wird an Studenten vergeben, die ein herausragendes Interesse an historischer Forschung zeigen.

## Werke
- Ludwig Klages and His Attack on Rationalism. Kansas State University, 1970
- Controversies Surrounding Zillmer Reserves. (with William Roach). Actuarial Research Clearing House. 1991 Vol. 1.
- August Zillmer, an actuary with less reserve. The Actuary. March 1989 – Volume 23, No. 3
- Chthonic Gnosis. Ludwig Klages and his Quest for the Pandaemonic All. Introduction by Paul Bishop. Appendix by Volker Zotz. Theion Publishing 2015